# Hauptscharführer

Hauptscharführer era un rang paramilitar nazi que va ser utilitzat per la Schutzstaffel (SS) entre els anys 1934 i 1945. El rang va ser el més alt rang de les SS, amb l'excepció de la categoria especial de les Waffen-SS de Sturmscharführer.
Traduït com "Cap o director de Patrulla ", Hauptscharführer es va convertir en un rang SS durant la reorganització de les SS després de la Nit dels ganivets llargs. El primer ús de Hauptscharführer va ser el juny de 1934, quan el rang substitueix l'antic títol de Obertruppführer SA.
Dins de la Allgemeine-SS (SS-General), un Hauptscharführer era típicament un rang utilitzat pel personal assignat a una oficina de la seu de les SS o d'una agència de seguretat (com ara la Gestapo i Sicherheitsdienst).
El rang de Hauptscharführer era també d'ús general en el servei de camp de concentració i també es pot trobar com un rang dels Einsatzgruppen. El rang de SS-Hauptscharführer va ser superior a SS-Oberscharführer i inferior respecte a SS-Sturmscharführer, excepte en el General-SS.
En les Waffen-SS, Hauptscharführer era un rang atorgat a la companyia i batalló de suboficials i va ser considerat el segon més alt, inferior però al de Sturmscharführer. Els que tenien el rang de les Waffen-SS Hauptscharführer també se'ls solia concedir el títol de Stabsscharführer, que va ser un nomenament en favor de les categories superiors de les SS-NCO d'una companyia, batalló o regiment.
Les insígnies per Hauptscharführer tenien dos llavors de plata, amb una franja platejada centrat en un pegat de coll negre. L'uniforme gris de camp, el rang va ser usat amb rivets de plata collaret.